# Hatice Kübra Yangın
Hatice Kübra Yangın, née le 15 août 1989 est une taekwondoïste turque.

## Palmarès

### Championnats du monde
- Médaille de bronze des -53 kg du Championnat du monde 2011 à Gyeongju, (Corée du Sud)

### Championnats d'Europe
- Médaille d'or des -53 kg du Championnat d'Europe 2012  à Manchester, (Royaume-Uni)